# Верхогляд Андрій Леонідович
Андрі́й Леоні́дович Верхогля́д (1995, м. Рава-Руська, Львівська область, Україна — 22 червня 2022, м. Світлодарськ, Донецька область, Україна) — український військовослужбовець, Підполковник (посмертно), командир батальйону 72 ОМБр Збройних сил України, Герой України. Учасник російсько-української війни. Позивний «Лівша».

## Життєпис
Народився 18 квітня у 1995 році у місті Рава-Руська, Львівської області, в родині військовослужбовців. Дід, батько й брат — військові. Коли почалася війна, Андрій навчався на 2-му курсі Національної академії сухопутних військ імені гетьмана Петра Сагайдачного.

### Бойовий шлях
Випуск в Академії відбувся 28 лютого 2016 року, а вже 16 березня молодий лейтенант Андрій Верхогляд, за фахом «командир механізованих підрозділів», разом з товаришем по Академії лейтенантом Василем Тарасюком, приїхав у зону бойових дій в місто Волноваху, призначений командиром 1-го взводу 2-ї механізованої роти 1-го механізованого батальйону 72-ї окремої механізованої бригади (в/ч А2167, м. Біла Церква). Через 5 днів лейтенант Верхогляд вже тримав оборону на териконах біля Докучаєвська.
«Ми з товаришем приїхали до штабу бригади, відрекомендувалися. Все як завжди, з тією лише різницею, що цього ж дня ми виїхали до Волновахи, де на нас уже чекали. А там, після того як нам видали бронежилети й шоломи, — відразу на передову», — пригадує Андрій.
У квітні того ж 2016 року батальйон вивели із зони АТО і відправили на міжнародні навчання «Rapid Trident» в Старичі, у вересні бійці повернулись на Схід і у жовтні зайшли на позиції в районі м. Авдіївки.
Під час бойових дій дістав поранення, — за кілька метрів розірвалася граната з СПГ. Довелось на два місяці залишити підрозділ, протягом місяця лікарі витягали з тіла Андрія осколки, яких було понад 20, чотири осколки так і залишились.
Уже наприкінці січня 2017 року підрозділ лейтенанта Верхогляда відбивав атаку диверсійно-розвідувальної групи противника в промисловій зоні міста Авдіївка. 29 січня, щоб вийти з-під обстрілу ворожої артилерії та убезпечити бійців, було прийнято рішення просунутися на позицію «Алмаз», де раніше був опорний пункт противника. Штурмова група під командуванням капітана Андрія Кизила зайняла нову позицію і підняла над нею Український прапор, якраз навпроти ясинуватської дорожньої розв'язки. О 9:40 внаслідок прямого влучення артилерійського снаряду в окоп капітан Андрій Кизило та ще двоє військовослужбовців з його штурмової групи загинули. Під мінометним та артилерійським вогнем бійці утримували позицію і відбивали атаки противника до підходу основних сил 1-го механізованого батальйону. Андрій Верхогляд залишив позицію аж увечері наступного дня. Відіспався — і знову назад. Так довелося «чергувати» майже тиждень. Лише після цього на позицію зайшов інший підрозділ бригади.
Президент України відзначив високими державними нагородами військовослужбовців 72-ї бригади, які відзначилися у ході бойових дій в районі Авдіївки. 21-річний Андрій Верхогляд і 23-річний Василь Тарасюк призначені командирами рот 1-го механізованого батальйону 72-ї ОМБр.
З початку повномасштабного вторгнення ВС РФ в 2022 в складі 72 ОМБр боронив підступи до міст Бориспіль та Бровари. Широко вІдомий в Борисполі як «веселий хлопець, що гатив орків». 4 липня містяни [віддали шану] (https://t.me/borik_officially/828) герою.
22 червня 2022 року у віці 27 років загинув у бою з бойовиками російської ПВК Вагнера на Світлодарській дузі.
Вдома на Андрія чекали батьки, дружина та донька. Старший брат Дмитро служить у 95 ОДШБр, також учасник війни. Похований в місті Звягель на Житомирщині.

## Нагороди
- Звання Герой України з врученням ордена «Золота Зірка» (11 грудня 2022) — за особисту мужність і героїзм, виявлені у захисті державного суверенітету та територіальної цілісності України, вірність військовій присязі[6].
- Орден Богдана Хмельницького II ступеня (26 березня 2022 року) — за особисту мужність і самовіддані дії, виявлені у захисті державного суверенітету та територіальної цілісності України, вірність військовій присязі[7].
- Орден Богдана Хмельницького III ступеня (1 лютого 2017) — за особисту мужність і самовідданість, виявлені у захисті державного суверенітету та територіальної цілісності України, вірність військовій присязі[8].
- Нагороджений недержавним орденом «Народний Герой України» (14.09.2017, 25-та церемонія нагородження, Запоріжжя)[9].
- Нагороджений відзнакою англомовного видання KyivPost та увійшов до списку 30-ти молодих лідерів віком до 30 років (11.12.2019)[10].
- У 2023-му році став Почесним громадянином Борисполя. Вперше це звання було присвоєно посмертно. Для цього депутати Бориспільської міської ради до Положення про почесне звання внесли зміни[11].

## Вшанування пам'яті
20 червня 2023 року Київська міська рада перейменувала вулицю Михайла Драгомирова на вулицю Андрія Верхогляда.
У рідному Звягелі встановлять меморіальну дошку.
У місті Звягель вулицю Співдружності перейменували на вулицю Андрія Верхогляда.